# Liste der Deutschen Hallenmeister im Dreisprung
Die Liste der Deutschen Hallenmeister im Dreisprung listet alle Leichtathleten und Leichtathletinnen auf, denen es gelang, Deutscher Hallenmeister im Dreisprung zu werden.

## Männer
| Hallenmeister in der BRD                                 | Hallenmeister in der DDR                   |
| -------------------------------------------------------- | ------------------------------------------ |
| 1958: Hermann Strauß (TG Kitzingen)                      |                                            |
| 1959: Burkhard Lochow (TUSEM Essen)                      |                                            |
| 1960: Peter Hajek (VfL Wolfsburg)                        |                                            |
| 1961: Peter Hajek (VfL Wolfsburg)                        |                                            |
| 1962: Hans-Jörg Müller (SV Saar 05 Saarbrücken)          |                                            |
| 1963: Michael Sauer (TSV 1860 München)                   |                                            |
| 1964: Michael Sauer (USC Mainz)                          | Klaus Neumann (SC Dynamo Berlin)           |
| 1965: Michael Sauer (USC Mainz)                          | Manfred Hinze (SC Empor Rostock)           |
| 1966: Michael Sauer (USC Mainz)                          | Hans-Jürgen Rückborn (ASK Vorwärts Berlin) |
| 1967: Michael Sauer (USC Mainz)                          | Hans-Jürgen Rückborn (ASK Vorwärts Berlin) |
| 1968: Michael Sauer (USC Mainz)                          | Klaus Neumann (SC Dynamo Berlin)           |
| 1969: Michael Sauer (USC Mainz)                          | Jörg Drehmel (ASK Vorwärts Potsdam)        |
| 1970: Michael Sauer (USC Mainz)                          | Jörg Drehmel (ASK Vorwärts Potsdam)        |
| 1971: Michael Sauer (USC Mainz)                          | Siegfried Dähne (SC Leipzig)               |
| 1972: Michael Sauer (USC Mainz)                          | Jörg Drehmel (ASK Vorwärts Potsdam)        |
| 1973: Joachim Kugler (USC Mainz)                         | Heinz-Günter Schenk (SC Dynamo Berlin)     |
| 1974: Richard Kick (TSV 1860 München)                    | Jörg Drehmel (ASK Vorwärts Potsdam)        |
| 1975: Wolfgang Kolmsee (VfB Stuttgart)                   | Lothar Gora (ASK Vorwärts Potsdam)         |
| 1976: Wolfgang Kolmsee (VfB Stuttgart)                   | Jörg Drehmel (ASK Vorwärts Potsdam)        |
| 1977: Wolfgang Kolmsee (VfB Stuttgart)                   | Heiko Fermumm (SC Traktor Schwerin)        |
| 1978: Wolfgang Kolmsee (LAC Quelle Fürth)                | Lothar Gora (ASK Vorwärts Potsdam)         |
| 1979: Michael Sauer (USC Mainz)                          | Klaus Hufnagel (SC Magdeburg)              |
| 1980: Klaus Kübler (Salamander Kornwestheim)             | Heiko Fermumm (SC Traktor Schwerin)        |
| 1981: Peter Bouschen (DJK LG Düsseldorf/Neuss)           | Romano Göhring (SC Dynamo Berlin)          |
| 1982: Klaus Kübler (Salamander Kornwestheim)             | Bodo Behmer (SC Neubrandenburg)            |
| 1983: Klaus Kübler (Salamander Kornwestheim)             | Bodo Behmer (SC Neubrandenburg)            |
| 1984: Ralf Jaros (DJK LG Düsseldorf/Neuss)               | Volker Mai (SC Neubrandenburg)             |
| 1985: Ralf Jaros (DJK Agon 08 Düsseldorf)                | Volker Mai (SC Neubrandenburg)             |
| 1986: Wolfgang Knabe (TV Wattenscheid)                   | Dirk Gamlin (SC Traktor Schwerin)          |
| 1987: Peter Bouschen (DJK Agon 08 Düsseldorf)            | Volker Mai (SC Neubrandenburg)             |
| 1988: Wolfgang Zinser (LG Bayer Leverkusen)              | Dirk Gamlin (SC Traktor Schwerin)          |
| 1989: Wolfgang Zinser (TV Wattenscheid)                  | Volker Mai (SC Neubrandenburg)             |
| 1990: Wolfgang Zinser (TV Wattenscheid)                  | Jörg Frieß (SC Dynamo Berlin)              |
| Gesamtdeutsche Hallenmeister seit 1991                   |                                            |
| 1991: Volker Mai (SC Neubrandenburg)                     |                                            |
| 1992: André Ernst (SV Halle)                             |                                            |
| 1993: Volker Mai (SC Neubrandenburg)                     |                                            |
| 1994: Ralf Jaros (LG Bayer Leverkusen)                   |                                            |
| 1995: Volker Mai (SC Neubrandenburg)                     |                                            |
| 1996: Charles Friedek (LG Bayer Leverkusen)              |                                            |
| 1997: Charles Friedek (TSV Bayer 04 Leverkusen)          |                                            |
| 1998: Charles Friedek (TSV Bayer 04 Leverkusen)          |                                            |
| 1999: Charles Friedek (TSV Bayer 04 Leverkusen)          |                                            |
| 2000: Charles Friedek (TSV Bayer 04 Leverkusen)          |                                            |
| 2001: Thomas Moede (Berliner LG Ost)                     |                                            |
| 2002: Thomas Moede (Berliner LG Ost)                     |                                            |
| 2003: Thomas Moede (Team Erfurt)                         |                                            |
| 2004: Charles Friedek (TSV Bayer 04 Leverkusen)          |                                            |
| 2005: Andreas Pohle (Ohrdrufer LV)                       |                                            |
| 2006: Thomas Moede (LAC Berlin)                          |                                            |
| 2007: Andreas Pohle (ASV Erfurt)                         |                                            |
| 2008: Charles Friedek (Team ReferenzNetzwerk Leverkusen) |                                            |
| 2009: Charles Friedek (Team ReferenzNetzwerk Leverkusen) |                                            |
| 2010: Andreas Pohle (ASV Erfurt)                         |                                            |
| 2011: Andreas Pohle (ASV Erfurt)                         |                                            |
| 2012: Andreas Pohle (ASV Erfurt)                         |                                            |
| 2013: Matthias Uhrig (VfL Sindelfingen)                  |                                            |
| 2014: Andreas Pohle (ASV Erfurt)                         |                                            |
| 2015: Marcel Kornhardt (ASV Erfurt)                      |                                            |
| 2016: Max Heß (LAC Erdgas Chemnitz)                      |                                            |
| 2017: Max Heß (LAC Erdgas Chemnitz)                      |                                            |
| 2018: Max Heß (LAC Erdgas Chemnitz)                      |                                            |
| 2019: Max Heß (LAC Erdgas Chemnitz)                      |                                            |
| 2020: Felix Wenzel (SC Potsdam)                          |                                            |
| 2021: Max Heß (LAC Erdgas Chemnitz)                      |                                            |

## Frauen
| Gesamtdeutsche Hallenmeisterinnen                         |
| --------------------------------------------------------- |
| 1993: Helga Radtke (SC Empor Rostock)                     |
| 1994: Helga Radtke (LAC Quelle)                           |
| 1995: Angela Barylla (TV Wattenscheid)                    |
| 1996: Petra Lobinger, geb. Laux (LG Bayer Leverkusen)     |
| 1997: Petra Lobinger, geb. Laux (TSV Bayer 04 Leverkusen) |
| 1998: Petra Lobinger, geb. Laux (TSV Bayer 04 Leverkusen) |
| 1999: Katja Umlauft (SC Berlin)                           |
| 2000: Tanja König (TSV Bayer 04 Leverkusen)               |
| 2001: Nicole Herschmann (OSC Berlin)                      |
| 2002: Henny Gastel (SV Halle)                             |
| 2003: Katja Umlauft (1. LAC Dessau)                       |
| 2004: Silvia Otto (Team Erfurt)                           |
| 2005: Silvia Otto (Team Erfurt)                           |
| 2006: Katja Pobanz, geb. Umlauft (1. LAC Dessau)          |
| 2007: Katja Demut (TuS Jena)                              |
| 2008: Anja Winter (LG Ohra-Hörselgas)                     |
| 2009: Katja Demut (TuS Jena)                              |
| 2010: Katja Demut (TuS Jena)                              |
| 2011: Katja Demut (TuS Jena)                              |
| 2012: Kristin Gierisch (LAC Erdgas Chemnitz)              |
| 2013: Jenny Elbe (Dresdner SC)                            |
| 2014: Kristin Gierisch (LAC Erdgas Chemnitz)              |
| 2015: Kristin Gierisch (LAC Erdgas Chemnitz)              |
| 2016: Jenny Elbe (Dresdner SC)                            |
| 2017: Jenny Elbe (Dresdner SC)                            |
| 2018: Neele Eckhardt (LG Göttingen)                       |
| 2019: Kristin Gierisch (LAC Erdgas Chemnitz)              |
| 2020: Neele Eckhardt (LG Göttingen)                       |
| 2021: Neele Eckhardt (LG Göttingen)                       |